# アレクサンダル・ランコヴィッチ (サッカー選手)
アレクサンダル・ランコヴィッチ（Aleksandar Ranković、1978年8月31日 - ）は、セルビア・ベオグラード出身の元サッカー選手。サッカー指導者。ポジションはMF。

## クラブ経歴
FKラド・ベオグラードで1997年にプロデビューを果たした。2002年、当時エールディヴィジに在籍していたフィテッセに移籍し、3シーズンの間レギュラーとして活躍した。2005年にADOデン・ハーグに移籍し、中盤に欠かせない存在になった。
2007年1月、3-1で敗戦したAZアルクマール戦の試合中に、AZにPKを与えたレフェリーを突き飛ばし、「次見かけたら、お前を殺してやる。」とレフェリーにむかって言い放ち、5試合の出場停止処分を受けた。
2011年6月22日、パルチザン・ベオグラードと1年契約を交わした。

## 監督経歴
2020年5月15日、ADOデン・ハーグと2年契約を交わし、自身初のトップチームで指揮を執ることとなった。
その後、FCユトレヒトアシスタントコーチを経て、2023年6月28日、シンガポールのライオン・シティ・セーラーズFC監督に就任。